# 拉梅薩 (新墨西哥州)
拉梅薩（英語：La Mesa）是位於美國新墨西哥州唐娜安娜縣的普查規定居民點。

## 人口
根據2020年美國人口普查的數據，拉梅薩的面積為6.15平方千米，皆為陸地。當地共有人口649人，而人口密度為每平方千米105.53人。